# ببیاور
ببیاور (به انگلیسی: Bibiawar) یک منطقهٔ مسکونی در پاکستان است که در خیبر پختونخوا واقع شده‌است.